# 波動カートリッジ弾
波動カートリッジ弾（はどうカートリッジだん）は、アニメ「宇宙戦艦ヤマトシリーズ」に登場する架空の兵器の名称。

## 概要
初登場は『ヤマトよ永遠に』。本シリーズの必殺兵器である波動砲（および類似兵器のデスラー砲）は強力な兵器だが、原理上エネルギー充填に少なからず時間が必要であり、しかも艦の全エネルギーを一時停止させるため無防備になるという弱点と切り離せない。実際に劇中ではエネルギー充填が間に合わずに窮地に陥ったこと（第一作第20話）もあり、直近の『新たなる旅立ち』でも暗黒星団帝国の指揮官たち（デーダー、メルダーズ）が発射工程への移行を察知し対策を取っている。それゆえに波動砲より取り回しの良い兵器が求められた。
『永遠に』での大改装によってヤマトの主砲のエネルギー充填は従来の直接充填する方式から砲弾型のカートリッジを交換する方式に変更され、それに伴い効果の異なるオプション弾を使用することが可能になった。そして真田志郎らによって開発されたのが波動カートリッジ弾である。
旧大和の徹甲弾に似た茶色の砲弾状の弾丸内に波動砲の1/100の波動エネルギーが封入されており、着弾時には昔の徹甲榴弾のように、弾頭が目標の装甲を貫徹したのちに内部で炸薬たる波動エネルギーが解放されるという描写になっている。砲弾は薬莢式であり、発射後には薬莢が排出される。また、理由は不明だが『永遠に』での発射時の砲術員たちは防護服に身を包んでいる。
艦首方向にしか発射できない波動砲と違って攻撃方向を柔軟に変更できるうえ、波動エネルギーの使用により通常のショックカノンよりも強力な威力を発揮でき、その準備から砲撃までを迅速に行えることが最大の利点である。また、PS2用ゲーム『宇宙戦艦ヤマト 暗黒星団帝国の逆襲』のステージ12「巨大な罠・ゴルバ再臨」では、実体弾ゆえにゴルバの偏向バリヤーなど対ビーム兵器装備を無効化し、目標を物理的に打突・貫通を経て破壊することを可能とした利点も描写されている。しかし、有効射程はショックカノンよりも短いため、波動カートリッジ弾を用いる際には接近戦闘への移行を強いられるという弱点がある。
なお、波動カートリッジ弾は実体弾であるが、実際にそのように描写されたのは初登場の『永遠に』のみであり、続編では上記の薬莢描写なども含め省略され、ショックカノンと同じくビームで表現されている。また、『永遠に』においても発射された弾体に薬莢がくっついたままという作画ミスが見られる。

## 劇中での使用
ヤマトよ永遠に
シリーズ初使用。まだテストも行われていない新兵器であり、台車に乗せて人力で弾薬庫まで運ばれ、アナライザーが揚弾設備へセッティングしている。ゴルバ型浮遊要塞の魚雷発射管から内部へ着弾し、数発で同要塞7基を丸ごと爆発させる威力を見せる。これは、暗黒星団帝国の機械類が波動エネルギーに誘爆しやすい性質を持っていたためである。
宇宙戦艦ヤマトIII
波動砲を撃つ暇も与えないほど攻撃してくるボラー連邦の大艦隊に対し、迅速な反撃を目的として使用される。射程は250宇宙キロである。
宇宙戦艦ヤマト 完結編
冥王星会戦でコスモゼロからの精密な位置座標の報告を受け、ディンギル帝国の移動要塞母艦へ主砲の最大射程である42,000宇宙キロから全弾とも完全な放物線を描いて着弾させ、撃沈する。

## リメイクアニメ
『永遠に』のリメイクである『ヤマトよ永遠に REBEL3199』において初登場。本作では正式名称が「七式波動共鳴弾」となっている。
本作での波動カートリッジ弾は、デザリアムが有する「位相変換装甲」に対抗するべく開発されたという誕生経緯となっている。
位相変換装甲は敵の攻撃が着弾した際、そのエネルギーに対して逆相波をぶつけてノイズキャンセリングと同様の原理で相殺する装甲であり、攻撃に相応するエネルギーさえ持っていれば波動砲すら防ぐことができてしまう。しかし逆に言うと相殺できるだけのエネルギーが無ければ装甲は破断する。前作『宇宙戦艦ヤマト2205 新たなる旅立ち』において、敵の中で最も強固だった自動惑星ゴルバに対して、デスラー砲の着弾点に間髪入れずにデウスーラIII世が体当たりすることで装甲を貫通した実績があり、そのことからゴルバの相殺可能なエネルギー上限は波動砲レベルだと判断された。そこで開発されたのが、短時間ながらも波動砲に匹敵するエネルギーを発することで位相変換装甲を無力化し、その隙に装甲を貫通する実体弾「波動カートリッジ弾」である。
原理としては、正式名の通り「波動共鳴」を応用した兵器となっている。波動共鳴は前々作『宇宙戦艦ヤマト2202 愛の戦士たち』で初登場した概念で、波動エンジンなどから発生する共鳴波であり、それを浴びた波動エンジンに活性や抑制を引き起こす代物で、これを利用して一種のワイヤレス充電のようなことを行うこともできる。
波動カートリッジ弾は、弾体部（量子溶融粘着榴弾）と薬莢部（波動エネルギーカートリッジ・ケース）で構成されるもので、普段は別個に格納されており、発射前に結合される。薬莢先端部には「波動防壁弾」などに用いられている「簡易波動炉心」の発展形である「波動共鳴型量子場圧縮マイクロ波動炉心」（略称「マイクロ波動炉心」）が搭載されており、発射前にセーフティを解除のうえで弾体へ圧入される。発射された弾体は位相変換装甲へ接触し、その運動エネルギーを相殺させて敵装甲に吸着する。直後に、マイクロ波動炉心がヤマトのオリジナル波動コアから発せられた特殊共鳴波を中継し、弾体周辺の余剰次元の第6次元の膜面を激しく振動させることにより、波動砲に匹敵するエネルギーを発生させる。位相変換装甲はその波動エネルギーを打ち消すため逆相波を生じさせるが、波動砲クラスのエネルギー量を相殺しなければならないため、先に行っていた弾体の運動エネルギーに対する相殺が疎かになり、装甲の位相は均衡状態となって事実上無効化。弾体は装甲を貫通し、内部で起爆する。
イスカンダル純正のオリジナル波動コアの臨界稼働が前提となっている兵器であるため、地球製波動コアを搭載するヤマト以外の艦が使用できるかは不明。
弾頭の炸薬に相当する部分には、『2202』で初登場した「波動掘削弾」を三式融合弾レベルまで小型化したものが採用されている。これには2202年の段階で研究開発が進められていたコンデンサー試作弾の技術が反映されている。
また、発射原理自体は三式弾と同じであり、薬莢内の発射薬を爆発させることで弾体を射ち出す。発射エフェクトも三式弾と同じ。